# Krhanice
Krhanice är en ort i Tjeckien.   Den ligger i regionen Mellersta Böhmen, i den centrala delen av landet, 28 km söder om huvudstaden Prag. Krhanice ligger 278 meter över havet och antalet invånare är 826.
Terrängen runt Krhanice är platt österut, men västerut är den kuperad. Krhanice ligger nere i en dal. Runt Krhanice är det ganska tätbefolkat, med 108 invånare per kvadratkilometer. Närmaste större samhälle är Benešov, 12,4 km sydost om Krhanice. I omgivningarna runt Krhanice växer i huvudsak blandskog.